# Villa Juárez (Nayarit)
Villa Juárez es una localidad del municipio de Santiago Ixcuintla, Nayarit. (México).

## Datos generales
Tiene una población de 3000 habitantes; según el censo de población y vivienda del INEGI del año 2010.
Su localización geográfica es: 21°41′20″N 105°23′22″O / 21.68889, -105.38944; su altitud es de 10 m s. n. m..
Se localiza a aproximadamente 25 kilómetros al poniente de la cabecera municipal que es Santiago Ixcuintla y a unos 80 km de Tepic capital del estado de Nayarit
Es delegación municipal y cabecera de ejido.

### Clima
Su clima es subtropical subhúmedo, que se caracteriza por tener veranos cálidos y húmedos con precipitación entre 900 y 1,200 mm y temperaturas de entre 29 y 35 °C e inviernos frescos en que frecuentemente hay precipitación en forma de nieblas

### Vegetación
La vegetación original casi desapareció, pero correspondía a selva baja caducifolia. Entre las especies que aún prosperan se encuentran: el cedro rojo, cuya madera es muy fina y por lo tanto apreciada para la elaboración de muebles, la amapa rosa, la amapa amarilla, ambas también apreciadas por su madera y por su aspecto muy llamativo pues florecen en primavera, el guamúchil y guamuchilillo son árboles cuya madera se utiliza para hacer postes de cercos perimetrales y leña, la caoba, el huanacaxtle también apreciado por su madera y su aspecto majestuoso y abundante fronda que da muy buena sombra, también se pueden ver aún árboles de jícara o bule entre otras especies.

### Suelos
Sus suelos de cultivo son principalmente de origen aluvial, de buena profundidad; también se encuentran suelos arenosos que se destinan principalmente para la práctica de la ganadería extensiva y cultivos de tomate verde y sandía. Su relieve topográfico es plano.

## Economía
Su actividad es básicamente primaria, se cultiva tabaco, frijol, tomate verde, jitomate, sandía, sorgo y maíz.
El río Santiago colinda con terrenos del ejido, de donde los productores agrícolas se abastecen de agua para regar sus cultivos. Este importante río desemboca en los límites del ejido con el Océano Pacífico, además existe una importante área de manglar donde se produce camarón, ostión y pesca de diversas especies como lisa, lisa macho, pargo, robalo, etc.
Cuenta con dos albergues para trabajadores agrícolas temporales, por la gran cantidad que acude anualmente, principalmente proceden de la sierra de Nayarit, y de los estados de Guerrero, Guanajuato, Michoacán, Oaxaca y Chiapas.

## Educación
En educación, cuenta con 2 Jardines de niños, dos escuelas de educación primaria, una de educación secundaria, un centro de bachillerato tecnológico agropecuario (C.B.T.a. 108) y una preparatoria abierta con orientación agropecuaria.